# Allanwatsonia postalalis
Allanwatsonia postalalis là một loài bướm đêm thuộc phân họ Arctiinae, họ Erebidae.